# Aimery III de Narbona

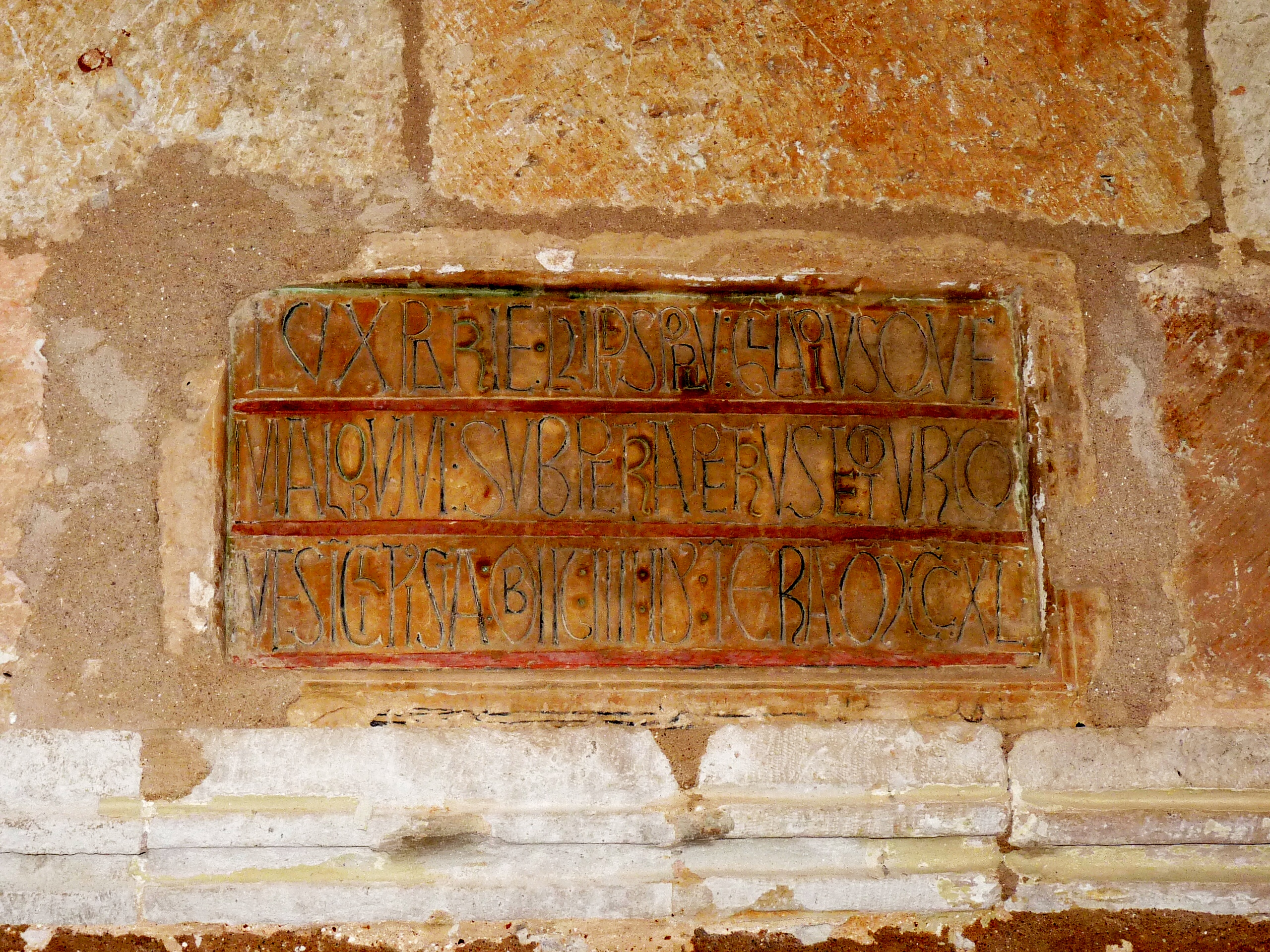
Inscripción en la abadía de Huerta alabando a su fundador, Pedro Manrique, y registrando la fecha de su muerte en 1202. Aimery visitó el monasterio ese año para confirmar los privilegios que su padre le había concedido. La inscripción pudo hacerse durante su visita.

Aimery (o Aimeric) III (fallecido en febrero de 1239), conocido en español como Aimerico o Manrique Pérez de Lara, fue el vizconde de Narbona desde 1194 hasta su muerte. Era un miembro de la Casa de Lara como hijo del conde Pedro Manrique de Lara y de la infanta Sancha Garcés, hija a su vez del rey García Ramírez de Pamplona. A lo largo de su reinado tuvo que sortear demandas opuestas de soberanía sobre él, y hasta 1223 su reinado estuvo dominado por la Cruzada albigense. Participó sin entusiasmo en el lado de los cruzados, pero conservó su vizcondado, que pasó a su hijo.

## Aimery y su padre
Tras la abdicación de la vizcondesa Ermengarda en 1192, su sobrino y heredero, Pedro Manrique de Lara, un ricohombre de Castilla, viajó a Narbona para recibir el vizcondado y luego otorgarlo a su segundo hijo, Aimery, junto con la soberanía sobre el Vizcondado de Béziers (1194). Solo el castillo de Montpesat y sus alrededores estaba reservado para Pedro como un punto de apoyo al norte del Pirineo. Aimery inmediatamente reconoció la soberanía del conde Raimundo V de Toulouse y recibió el homenaje de sus vasallos.
En 1202, poco después de la muerte de su padre, Aimery visitó la Abadía de Santa María de Huerta, que Pedro había patrocinado, en Castilla. Allí confirmó todas las dávidas y las concesiones hechas por su padre y decretó que, si fuera a morir al sur de los Pirineos, deseaba ser enterrado en Huerta. En la carta que había redactado para confirmar las posesiones de la abadía se hacía llamar «hijo del señor conde Pedro y la infanta Sancha, por la gracia de Dios, vizconde de Narbona». El título de infanta utilizada por su madre conectaba a Aimery a la realeza mediante la identificación de su madre como una princesa real, la hija del rey García Ramírez de Pamplona. La fórmula «por la gracia de Dios», indicaba su pretensión de un derecho divino para gobernar y su uso se inició en su familia por su padre.
A su regreso a Francia, Aimery juró lealtad a Raimundo V de todas las tierras de Narbona, incluyendo Montpesat, que había heredado, y todas las otras tierras que Pedro le había dado al conde y volvió a recibir como feudos. Este acto de Pedro se había asegurado, probablemente, la aceptación tolosana de la ascensión de su hijo.

## Cruzadas en el sur de Francia y España
En 1209 la cruzada contra los albigenses visitó el sur de Francia. Presionado por Eudes III, duque de Borgoña, y Hervé, conde de Nevers, el vizconde de Narbona se plegó a la orden papal y asistió a los cruzados con dinero, suministros y castillos. Aimery estuvo presente en Béziers, cuando Agnes, la viuda del último vizconde, Raimundo Roger Trencavel, entregó el vizcondado de Béziers a Simón IV de Montfort. Al año siguiente (1210), Aimery ayudó a Simón en el sitio de Minerve, pero él se negó, a causa de los deseos de sus súbditos, a participar en el cerco de Castelnaudary.
Aimery pudo haber tomado parte en la Batalla de Las Navas de Tolosa en 1212, donde los ejércitos unidos de España, dirigidos por Alfonso VIII de Castilla, tierra natal de Aimery, derrotó a los almohades. Se sabe que Arnau Amalric, el arzobispo de Narbona, participó. El Papa Inocencio III, organizador de la cruzada albigense, había concedido el título de duque de Narbona a Arnau, título que había estado en poder del tío Aimery, Aimerico Manrique, hasta 1177. Arnau se convirtió así en el soberano de Aimery en 1212.

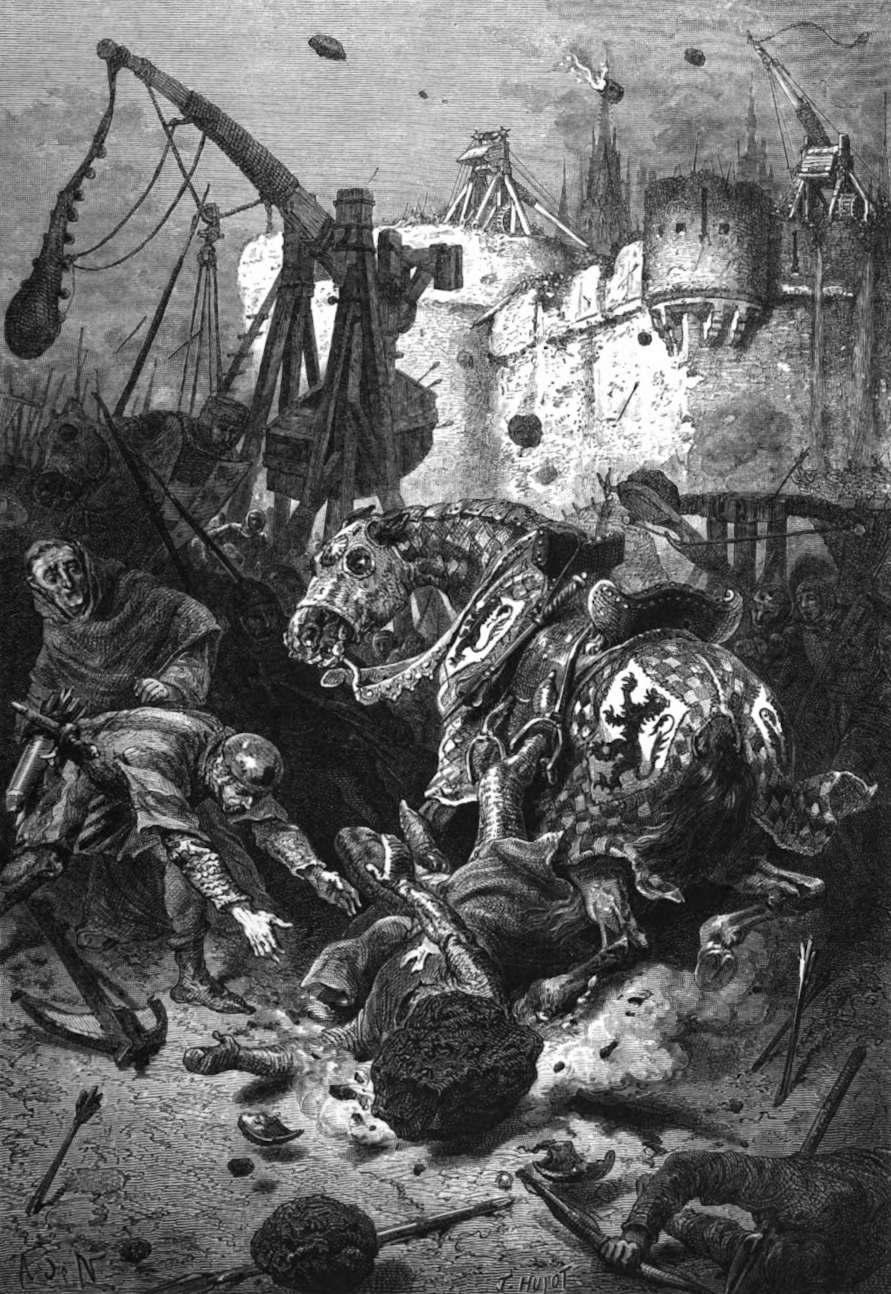
Moderna impresión artística del Asedio de Toulouse, en el que Aimery estuvo presente.

Después de la batalla de Muret en 1213, a finales de octubre, Aimery negó la entrada en Narbona a Simón de Montfort. No disponiendo de tropas suficientes para emprender un asedio, él no insistió y él y sus hombres tuvieron que pasar la noche al raso. Sin embargo, cuando en marzo de 1214 se reunió en Narbona todo el ejército aragonés, Montfort procedió a sitiar el lugar. Aimery, junto a los aragoneses, dirigieron una salida efectiva que estuvo a punto de derrotar a los cruzados y costar la vida de Montfort. Ese año (1214), Aimery fue uno de los que intervino ante el Papa Inocencio y le pidió a Simón que rindiera homenaje al rey Jaime I de Aragón por sus tierras en el sur de Francia. Cuando Simón dudó en obedecer, Aimery se preparó para la guerra, pero la intervención del cardenal Pedro de Benevento, el legado papal para la Provenza, impidió las hostilidades abiertas. Se alcanzó un acuerdo en abril de 1214 en el que Aimery y los ciudadanos de Narbona fueron parte del mismo.
En 1215, Luis el León, el hijo del rey de Francia, Felipe Augusto, entró en el territorio del ducado de Narbona con un ejército. Felipe había reconocido a Simón como duque de Narbona y ahora Luis, actuando en nombre de su padre, ordenó la destrucción de las murallas de Narbona, para evitar cualquier resistencia a la voluntad real. Más tarde ese mismo año, el IV Concilio de Letrán se abrió. A su regreso del Concilio en 1216, Arnau Amalric trató de convencer a Aimery y los ciudadanos de Narbona a renunciar a su sumisión a Simón, pero el duque de Narbona estaba en el apogeo de su poder y el vizconde y los ciudadanos renovaron su sumisión y se pusieron bajo la protección de Simón.

## Restablecimiento de la paz
En mayo de 1217, Simón de Montfort se vio obligado a sitiar Toulouse después de haber caído en manos del depuesto conde Raimundo VI. Aimery participó en el asedio y recibió cartas papales defendiendo las acciones de Simón y criticando a Jaime de Aragón por apoyar a Raimundo. Después de la muerte de Simón durante el asedio (1218) y después de cinco años más de guerra, Raimundo se nombró duque de Narbona en 1223. Aimery le hizo homenaje por su vizcondado.
Aunque los últimos años de Aimery fueron externamente pacíficos, tuvo muchos conflictos internos con los que lidiar. Murió en febrero de 1239, dejando en Narbona a su hijo mayor, Amalric I. La primera esposa de Aimery era una noble catalana, Guillema de Castellvell, pero todos sus hijos fueron de su segunda esposa, una francesa, Marguerite de Marly.